# 朱经农
朱经农（1887年—1951年），名有町，男，浙江人，清朝末至民国年间学者，教育家，政府官员。

## 生平
生于浙江，早年留学日本，加入中国同盟会。曾获乔治华盛顿大学硕士学位，先后任沪江大学国文系主任、上海市教育局长、教育部常务次长、湖南省教育厅厅长、光华大学校长等职。

## 家庭
朱经农出生于一望族，姑母朱其慧为中华民国国务总理熊希龄夫人，叔父朱其懿曾任清末常德知府。朱经农的堂妹朱君允为武汉大学教授、剧作家熊佛西前妻。